# Trama antennata
Trama antennata är en insektsart som beskrevs av Alexandre Mordvilko 1935. Trama antennata ingår i släktet Trama och familjen långrörsbladlöss. Inga underarter finns listade i Catalogue of Life.